# Saint-Cyr-le-Gravelais
Saint-Cyr-le-Gravelais és un municipi francès situat al departament de Mayenne i a la regió de País del Loira. L'any 2007 tenia 534 habitants.

## Demografia

### Població
El 2007 la població de fet de Saint-Cyr-le-Gravelais era de 534 persones. Hi havia 196 famílies de les quals 43 eren unipersonals (27 homes vivint sols i 16 dones vivint soles), 67 parelles sense fills, 74 parelles amb fills i 12 famílies monoparentals amb fills.
La població ha evolucionat segons el següent gràfic:
Habitants censats

### Habitatges
El 2007 hi havia 223 habitatges, 203 eren l'habitatge principal de la família, 6 eren segones residències i 13 estaven desocupats. 209 eren cases i 14 eren apartaments. Dels 203 habitatges principals, 156 estaven ocupats pels seus propietaris, 45 estaven llogats i ocupats pels llogaters i 3 estaven cedits a títol gratuït; 1 tenia una cambra, 10 en tenien dues, 28 en tenien tres, 52 en tenien quatre i 112 en tenien cinc o més. 82 habitatges disposaven pel capbaix d'una plaça de pàrquing. A 84 habitatges hi havia un automòbil i a 104 n'hi havia dos o més.

### Piràmide de població
La piràmide de població per edats i sexe el 2009 era:
| Homes | Edats   | Dones |
| ----- | ------- | ----- |
| 0     | 95 o +  | 0     |
| 0     | 90 a 94 | 0     |
| 0     | 85 a 89 | 4     |
| 4     | 80 a 84 | 0     |
| 12    | 75 a 79 | 8     |
| 8     | 70 a 74 | 16    |
| 8     | 65 a 69 | 8     |
| 4     | 60 a 64 | 16    |
| 16    | 55 a 59 | 8     |
| 12    | 50 a 54 | 20    |
| 8     | 45 a 49 | 4     |
| 20    | 40 a 44 | 24    |
| 8     | 35 a 39 | 8     |
| 16    | 30 a 34 | 16    |
| 24    | 25 a 29 | 16    |
| 8     | 20 a 24 | 16    |
| 36    | 15 a 19 | 16    |
| 8     | 10 a 14 | 40    |
| 28    | 5 a 9   | 12    |
| 12    | 0 a 4   | 8     |

## Economia
El 2007 la població en edat de treballar era de 343 persones, 264 eren actives i 79 eren inactives. De les 264 persones actives 251 estaven ocupades (141 homes i 110 dones) i 14 estaven aturades (8 homes i 6 dones). De les 79 persones inactives 34 estaven jubilades, 27 estaven estudiant i 18 estaven classificades com a «altres inactius».

### Ingressos
El 2009 a Saint-Cyr-le-Gravelais hi havia 210 unitats fiscals que integraven 557 persones, la mediana anual d'ingressos fiscals per persona era de 15.583 €.

### Activitats econòmiques
Dels 8 establiments que hi havia el 2007, 1 era d'una empresa alimentària, 1 d'una empresa de fabricació d'altres productes industrials, 3 d'empreses de construcció, 1 d'una empresa de comerç i reparació d'automòbils, 1 d'una empresa de transport i 1 d'una empresa de serveis.
Dels 3 establiments de servei als particulars que hi havia el 2009, 2 eren paletes i 1 fusteria.
L'any 2000 a Saint-Cyr-le-Gravelais hi havia 48 explotacions agrícoles que ocupaven un total de 1.539 hectàrees.

## Poblacions més properes
El següent diagrama mostra les poblacions més properes.